# Vårt dagliga bröd
För andra betydelser, se Vårt dagliga bröd (olika betydelser).
Vårt dagliga bröd är en svensk TV-film i regi av Christian Lund. Filmen visades i TV den 3 maj 1981. Handlingen kretsar kring ett antal kvinnor som börjar arbeta på ett pizzabageri.

## Rollista
- Ulla Blomstrand – Ingrid
- Lena Söderblom – Gudrun
- Li Brådhe – Eva
- Ingrid Boström – Cecilia
- Elisaveta – Hanna
- Leif Forstenberg – Jan
- Anders Granell – Anders Marklund
- Pontus Gustafsson – Ivar
- Carl-Axel Heiknert – ägaren
- Tommy Johnson – Erik
- Linda Krüger – Anita
- Regina Lund – Carina
- Anders Nyström – Myrebring
- Tord Peterson – Arne